# Skerešovo
Skerešovo este o comună slovacă, aflată în districtul Revúca din regiunea Banská Bystrica. Localitatea se află la altitudinea de 220 m deasupra n.m., se întinde pe o suprafață de 12,91 km2 și în 2017 număra 229 de locuitori. Se învecinează cu Chvalová, Višňové, Revúca și Držkovce.

## Istoric
Localitatea Skerešovo este atestată documentar din 1243.

## Demografie
| An:                | 1994 | 2004    | 2014   | 2024    |
| ------------------ | ---- | ------- | ------ | ------- |
| Număr de persoane: | 260  | 229     | 245    | 210     |
| Diferență:         |      | −11,92% | +6,98% | −14,28% |

| An:                | 2023 | 2024   |
| ------------------ | ---- | ------ |
| Număr de persoane: | 215  | 210    |
| Diferență:         |      | −2,32% |